# Bob Gassoff
Robert Allen Gassoff, dit Bob Gassoff, (né le 17 avril 1953 à Quesnel dans la province de Colombie-Britannique au Canada - mort le 27 mai 1977 à Gray Summit dans l'État du Missouri aux États-Unis) est un joueur professionnel canadien de hockey sur glace qui évoluait au poste de défenseur.
Son frère Brad était également un joueur de hockey professionnel.

## Carrière
Il est repêché par les Blues de Saint-Louis en 3e ronde du repêchage amateur de la LNH 1973, 48e en tout ; les Fighting Saints du Minnesota le choisissent la même année en 3e ronde, 33e au total, au repêchage amateur de l'AMH 1973. 

## Décès
Robert a joué quatre saisons dans la Ligue nationale de hockey avant de mourir dans un accident de moto après un barbecue qui a eu lieu à la ferme de son coéquipier et ami Garry Unger. Robert était accompagné par le défenseur Bruce Affleck sur la route M de Franklin County situé à 48 km à l'ouest de Saint-Louis. Il a traversé la ligne centrale et il a fait un face à face contre un véhicule qui arrivait en sens inverse. Le conducteur de l'autre automobile se nommait Douglas Kelkamp et il avait 19 ans. Celui-ci résidait à Villa Ridge. Son épouse Diane était enceinte de leur premier enfant.
Le 1er octobre 1977, les Blues ont retiré le numéro 3 en son honneur.

## Statistiques
| Saison     | Équipe                 | Ligue      |     | Saison régulière | Saison régulière | Saison régulière | Saison régulière | Saison régulière |   | Séries éliminatoires | Séries éliminatoires | Séries éliminatoires | Séries éliminatoires | Séries éliminatoires |
| Saison     | Équipe                 | Ligue      | PJ  | B                | A                | Pts              | Pun              | PJ               | B | A                    | Pts                  | Pun                  |                      |                      |
| 1970-1971  | Essos de Vernon        | BCJL       |     |                  |                  |                  |                  |                  |   |                      |                      |                      |                      |                      |
| 1971-1972  | Tigers de Medicine Hat | LHOC       | 64  | 1                | 16               | 17               | 314              | -                | - | -                    | -                    | -                    |                      |                      |
| 1972-1973  | Tigers de Medicine Hat | LHOC       | 68  | 11               | 51               | 62               | 388              | -                | - | -                    | -                    | -                    |                      |                      |
| 1973-1974  | Blues de Saint-Louis   | LNH        | 28  | 0                | 3                | 3                | 84               | -                | - | -                    | -                    | -                    |                      |                      |
| 1973-1974  | Spurs de Denver        | WHL        | 45  | 4                | 10               | 14               | 301              | -                | - | -                    | -                    | -                    |                      |                      |
| 1974-1975  | Blues de Saint-Louis   | LNH        | 60  | 4                | 14               | 18               | 222              | 2                | 0 | 0                    | 0                    | 0                    |                      |                      |
| 1974-1975  | Spurs de Denver        | LCH        | 19  | 2                | 11               | 13               | 306              | -                | - | -                    | -                    | -                    |                      |                      |
| 1975-1976  | Blues de Saint-Louis   | LNH        | 80  | 1                | 12               | 13               | 306              | 3                | 0 | 0                    | 0                    | 6                    |                      |                      |
| 1976-1977  | Blues de Saint-Louis   | LNH        | 77  | 6                | 18               | 24               | 254              | 4                | 0 | 1                    | 1                    | 10                   |                      |                      |
| Totaux LNH | Totaux LNH             | Totaux LNH | 245 | 11               | 47               | 58               | 866              | 9                | 0 | 1                    | 1                    | 16                   |                      |                      |